# Ліс таємниць
«Ліс таємниць» — третя книга першого циклу «Пророцтва починаються» серії «Коти-вояки».

## Синопсис
Крок за кроком Вогнесерд та його друзі намагаються викрити жахливі таємниці воєводи Громового Клану. Розгадка, здається, так близько — за декілька мишачих хвостів. Але доля знову збиває їх зі сліду та готує несподівані повороти подій. Можливо, і не варто пхати носа в чужі таємниці… Адже ніхто напевне не знає, чим обернеться для котів правда, яку приховує цей темний, прадавній ліс.

## Критика
Книга отримала позитивні відгуки. School Library Journal порівняв книгу з" грецькою драмою". Огляд також прокоментував жорстокі батальні сцени й те, як фанати з нетерпінням чекатимуть наступну книгу. Огляд з Booklist також похвалив книгу про те, як «руйнівна Повінь, зміна союзів між племенами, зрада всередині та поза Грозового племені й спроба вбивства «створюють» ще один динамічний епізод, який обов'язково сподобається шанувальникам серії». Horn Book Review також дав позитивний відгук, в якому високо оцінив те, як автор може врівноважити конфлікти книги й повсякденне життя котячих племен.